# Smicridea annulicornis
Smicridea annulicornis är en nattsländeart som först beskrevs av Blanchard in Gay 1851.  Smicridea annulicornis ingår i släktet Smicridea och familjen ryssjenattsländor. Inga underarter finns listade i Catalogue of Life.